# Carl Christian Schramm

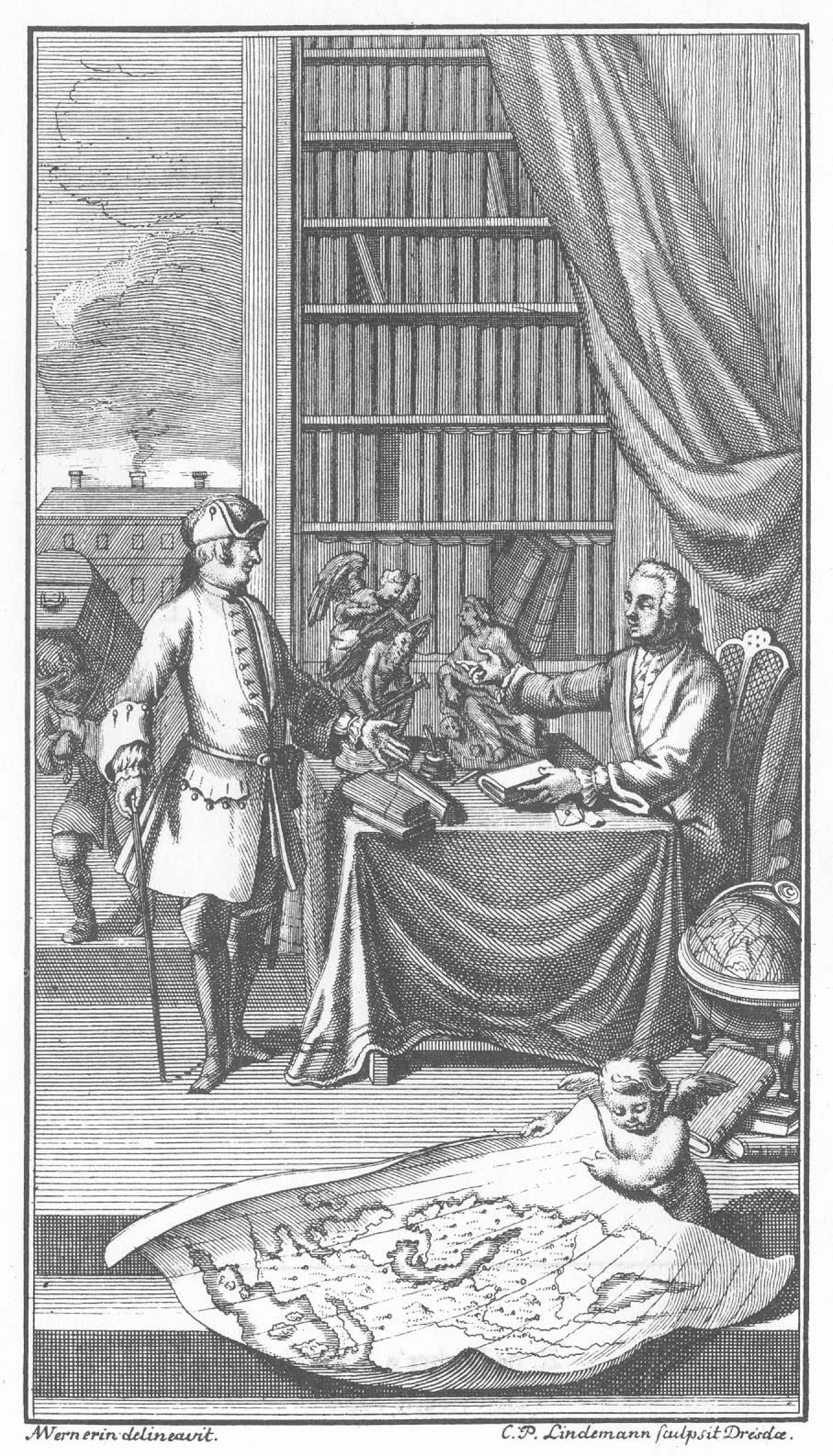
Carl Christian Schramm am Arbeitsplatz

Carl Christian Schramm (geboren 1. März 1703 in Dresden; begraben 8. März 1749 ebenda) war ein deutscher Verwaltungsjurist und Autor.

## Leben und Wirken
Er war der Sohn des Dresdner Hof- und Justizrats Johann Christian Schramm, ging 1716 in Freiberg zur Schule und studierte ab 1720 an der Universität Wittenberg, wo er 1723 das juristische Examen ablegte. Im folgenden Jahr wurde er Advokat und Kammerkommissionsaktuar in seiner Heimatstadt Dresden, 1727 wurde er auch zum Amtsrat der Grafen zu Solms berufen. 1741 erfolgte seine Ernennung zum marggräflich-brandenburgisch-kulmbachischen Hofrat. Als solcher starb er mit 46 Jahren an Auszehrung und wurde auf dem Johannisfriedhof beerdigt.

## Schriften (Auswahl)
- Saxonia monumentis viarum illustrata. Dresden 1726.
- Von denen Wege-Weisern, Armen- und Meilen-Säulen. Wittenberg 1726
- Historischer Schauplatz, in welchem die Merkwürdigsten Brücken aus allen vier Theilen der Welt, Insonderheit aber Die in den vollkommensten Stand versetzte Dreßdner Elb-Brücke, In saubern Prospecten, Münzen und andern Kupferstichen vorgestellet und beschrieben werden. Leipzig 1735 (Digitalisat).
- Abhandlung der Porte-chaises oder Trage-Sänfften durch Menschen oder Thiere in allen vier Theilen der Welt, nach der Critic, Mechanic, Historie, dem Recht, wie auch Cammer- und Policey-Wesen ausgeführet und erläutert mit Urkunden und Kupffern. Nürnberg 1737 (Digitalisat in der Google-Buchsuche).
- Neues europäisches historisches Reise-Lexicon. Heidelberg 1744.